# .mn
.mn — домен верхнего уровня для Монголии. Он зарегистрирован компанией .MN Registry. Доменное имя состоит из согласных в первом слоге названия страны.
Бесплатная регистрация следующих доменов второго уровня для соответствующих организаций:
- .gov.mn — государственные учреждения
- .edu.mn — учебные заведения
- .org.mn — некоммерческие организации

.

## Использование за пределами Монголии
Доменное имя .mn использовалось для обозначения штата Миннесота (США); Примером может служить легислатура Миннесоты, но такое использование не является официальным в штате.
Домен .mn за пределами Монголии используется в основном для омонимичных доменов, например vita.mn (игра с витамином). Другой пример — cart.mn (игра, посвященная персонажу Южного парка Эрику Картману, которая перенаправляет на www.southparkstudios.com). Он также используется различными микронациями. 